# 零结果
在科学相关领域，零结果是一种特殊的实验结果，这种结果意味着实验得到的结论与预期不符，也没有得到其他的有用结论，这一般进一步意味着预期的结论是错误的。零结果仅意味着实验结果与预期假设不同，并不意味着实验结果是0或者实验结果中什么也没出现。
在统计学假设检验中，零结果与零假设有关，当实验结果与零假设下的概率没能达到显著性不同时被认为是零结果。一般显著性差异的P值设置为0.05（5%）左右。
最著名的零结果出自物理学的迈克耳孙-莫雷实验，在该实验的实验结果中没能检测到噪音范围外光相对假定中以太的相对速度。该实验的实验结果促进了狭义相对论的发展。

## 专门研究零结果实验的期刊
今日，有许多专门研究负结果及零结果的期刊，如：
- Journal of Negative Results in Biomedicine（英语：Journal of Negative Results in Biomedicine）
- Journal of Pharmaceutical Negative Results（英语：Journal of Pharmaceutical Negative Results）